# Trimma griffithsi
Trimma griffithsi är en fiskart som beskrevs av Winterbottom, 1984. Trimma griffithsi ingår i släktet Trimma och familjen smörbultsfiskar. Inga underarter finns listade i Catalogue of Life.